# میه‌چیسواف واشکوفسکی
میه‌چیسواف واشکوفسکی (لهستانی: Mieczysław Waśkowski؛ ۱۳ اوت ۱۹۲۹ – ۱۴ نوامبر ۲۰۰۱) بازیگر و کارگردان فیلم اهل لهستان بود.
از فیلم‌ها یا مجموعه‌های تلویزیونی که وی در آن‌ها نقش داشته‌است، می‌توان به یانوشیک، چقدر دور، چقدر نزدیک، چهل‌ساله ، قطار شب، سرزمین موعود و پیروزی آسان اشاره نمود.